# 拉沙佩勒蒙利纳尔
拉沙佩勒蒙利纳尔（法語：La Chapelle-Montlinard，法語發音：[la ʃapɛl mɔ̃linaʁ]）是法国谢尔省的一个市镇，位于该省东部，属于布尔日区。

## 地理
拉沙佩勒蒙利纳尔（47°10'18"N, 2°59'19"E）面积17.14 平方千米，位于法国中央-卢瓦尔河谷大区谢尔省，该省份为法国中部省份，北起卢瓦雷省，西接卢瓦-谢尔省和安德尔省，南至克勒兹省，东南接阿列省，东临涅夫勒省。
与拉沙佩勒蒙利纳尔接壤的市镇（或旧市镇、城区）包括：阿尔让维耶尔、埃里、圣马丹德尚、卢瓦尔河畔拉沙里泰、卢瓦尔河畔梅沃。

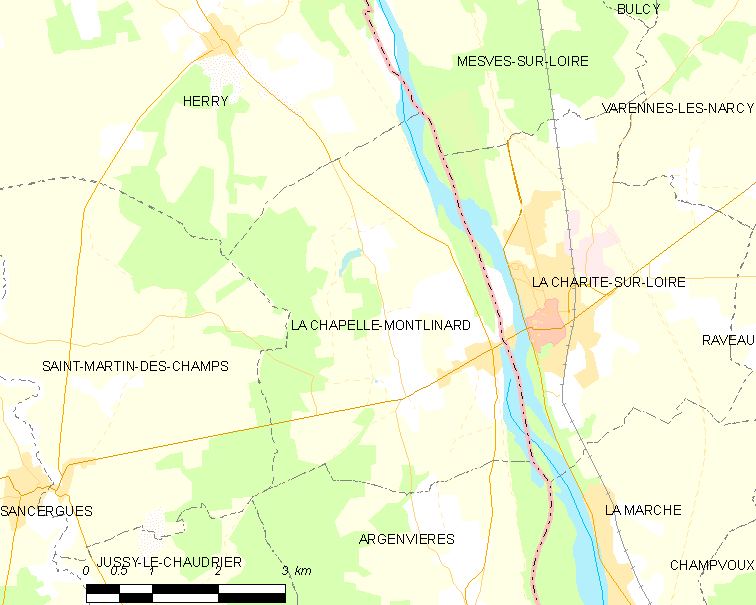
拉沙佩勒蒙利纳尔的OSM定位图

拉沙佩勒蒙利纳尔的时区为UTC+01:00、UTC+02:00（夏令时）。

## 行政
拉沙佩勒蒙利纳尔的邮政编码为18140，INSEE市镇编码为18049。

## 政治
拉沙佩勒蒙利纳尔所属的省级选区为阿沃尔县。

## 人口

1962-2008年间拉沙佩勒蒙利纳尔人口变化图示

拉沙佩勒蒙利纳尔于2022年1月1日时的人口数量为490人。